# Qualificazioni al Campionato africano femminile di pallacanestro 2011
Le qualificazioni per il Campionato africano di pallacanestro femminile 2011 misero in palio 7 posti per gli Campionati africani 2011 che si tennero in Mali.

## Qualificate
Nazione ospitante:
 Mali
Grazie ai risultati della precedente edizione:
- Nigeria
- Angola
- Senegal
- Costa d'Avorio

## Eliminatorie Zona I
Torneo non disputato. Qualificata  Tunisia

## Eliminatorie Zona II
| Squadra | P.ti | G | V | P | PF  | PS  | DP  |
| ------- | ---- | - | - | - | --- | --- | --- |
| Mali    | 4    | 2 | 2 | 0 | 142 | 58  | +84 |
| Guinea  | 0    | 2 | 0 | 2 | 58  | 142 | −84 |

 Guinea ripescata.

## Eliminatorie Zona III
| Squadra        | P.ti | G | V | P | PF  | PS  | DP   |
| -------------- | ---- | - | - | - | --- | --- | ---- |
| Costa d'Avorio | 4    | 2 | 2 | 0 | 230 | 57  | +173 |
| Ghana          | 0    | 2 | 0 | 2 | 57  | 230 | −173 |

 Ghana ripescata.

## Eliminatorie Zona IV
| Squadra      | P.ti | G | V | P | PF  | PS  | DP  |
| ------------ | ---- | - | - | - | --- | --- | --- |
| Camerun      | 4    | 2 | 2 | 0 | 137 | 120 | +17 |
| RD del Congo | 0    | 2 | 0 | 2 | 120 | 137 | −17 |

 RD del Congo ripescata.

## Eliminatorie Zona V
| Squadra  | P.ti | G | V | P | PF  | PS  | DP   |
| -------- | ---- | - | - | - | --- | --- | ---- |
| Ruanda   | 10   | 5 | 5 | 0 | 401 | 254 | +147 |
| Kenya    | 8    | 5 | 4 | 1 | 356 | 236 | +120 |
| Burundi  | 6    | 5 | 3 | 2 | 347 | 317 | +30  |
| Uganda   | 4    | 5 | 2 | 3 | 302 | 301 | +1   |
| Tanzania | 2    | 5 | 1 | 4 | 222 | 372 | -150 |
| Etiopia  | 0    | 5 | 0 | 5 | 272 | 420 | -148 |

## Eliminatorie Zona VI
| Squadra   | P.ti | G | V | P | PF  | PS  | DP   |
| --------- | ---- | - | - | - | --- | --- | ---- |
| Mozambico | 12   | 6 | 6 | 0 | 558 | 267 | +291 |
| Zimbabwe  | 8    | 6 | 4 | 2 | 349 | 325 | +24  |
| Sudafrica | 4    | 6 | 2 | 4 | 396 | 382 | +14  |
| Zambia    | 0    | 6 | 0 | 6 | 222 | 551 | −329 |

## Eliminatorie Zona VII
Torneo non disputato.